# کانون فرهنگی و سیاسی خلق ترکمن
کانون فرهنگی و سیاسی مردم ترکمن (ترکمنی: Türkmen Halk Medenli we Syýasy Ojak) که با عنوان ستاد مرکزی شوراهای ترکمن‌صحرا نیز شناخته می‌شد، یک گروه مارکسیست–لنینیست مستقر در گنبدکاووس، ایران بود.
این سازمان بلافاصله پس از انقلاب ۱۳۵۷ تأسیس شد و ترکمن‌های ایرانی را که عمدتاً پیرو اسلام سنی بودند بسیج کرد. این سازمان از نظر گرایش سیاسی سازمان چریک‌های فدایی خلق ایران ارتباط نزدیک داشت. این دو سازمان دو شورش مسلحانه‌ای را در ترکمن‌صحرا علیه حکومت پس از انقلاب به راه انداختند. مرحله اول در ۶ فروردین ۱۳۵۸ در تلاش برای مطالبه اصلاحات ارضی محلی آغاز شد، اما به زودی با میانجیگری دولت موقت ایران، آتش‌بس برقرار شد. مرحله دوم در بهمن ۱۳۵۹ بین دو طرف شروع شد، اما توسط سپاه پاسداران انقلاب اسلامی سرکوب شد. آدم‌ربایی و قتل رهبران این گروه منجر به ضربه بزرگی به سازمان شد که دیگر نتوانست به کار خود ادامه دهد.